# Confederaciones Rurales Argentinas
Confederaciones Rurales Argentina (CRA) es una organización patronal de productores rurales fundada en 1943. Se trata de una organización de tercer grado, es decir una asociación que no reúne a productores individuales sino a federaciones y confederaciones. En 2013 estaba integrada por 14 confederaciones y federaciones, las que a su vez están integradas por más de 300 sociedades rurales de todo el país, que en conjunto asocian a poco más de 109.000 productores agropecuarios. Integra la Mesa de Enlace Agropecuaria, junto a la Sociedad Rural Argentina (SRA), la Federación Agraria Argentina (FAA) y CONINAGRO. Las mencionadas cuatro organizaciones representan a la parte empleadora en las negociaciones colectivas laborales del sector rural.  

## Historia
La CRA se organizó en 1943. Hasta ese momento los patrones rurales estaban divididos en dos grandes grupos, socialmente muy diferentes: los grandes estancieros y terratenientes estaban asociados en la Sociedad Rural Argentina, creada en 1866, y la Federación Agraria Argentina, creada en 1912, que agrupaba principalmente pequeños chacareros y agricultores, incluyendo en la misma a los arrendatarios.
Esa polarización asociativa entre grandes y pequeños patrones rurales, comenzó a desdibujarse con la fundación de la Confederación de Asociaciones Rurales de Buenos Aires y La Pampa (CARBAP) en 1932, en un momento histórico en el que la crisis mundial de 1929 afectó profundamente la exportación de carnes argentina, y que llevó al polémico Pacto Roca-Runciman, firmado en 1933. CARBAP se creó en ese momento con el fin de defender, en la crisis, los intereses específicos de los criadores, el sector más vulnerable y menos rentable de la ganadería, mientras que el otro sector, los invernadores, económicamente más concentrados y socialmente más poderosos, continuaron como núcleo de la Sociedad Rural Argentina. 
Esta diferenciación de subsectores rurales se extendió a todo el país en la década siguiente, cuando CARBAP lideró la fundación de una organización nacional en 1943, que se llamó Confederaciones Rurales Argentinas. En 1958, el sector patronal del cooperativismo rural, se organizó a su vez en CONINAGRO.

De esta forma, la estructura de representación política de la producción agropecuaria responde, inicialmente, a clivajes que responden tanto a las clases sociales como a las diferencias al interior de ramas productivas. Por un lado, FAA
y CONINAGRO tendieron a agrupar a los capitalistas pequeños y medianos, cuya participación directa en la producción es disímil: mientras que en algunos casos ésta se organiza mediante mano de obra familiar, en otros tantos se contrata
fuerza de trabajo; por el otro, los terratenientes y capitalistas ganaderos se nuclearon en la SRA y la CRA (especialmente en CARBAP), divididos según la actividad específica que llevan a cabo, así como el tamaño de la propiedad que
poseen o explotan (Makler, 2007).

En la década de 1970, la CRA exteriorizó la posición más conservadora del espectro asociativo rural, cuando el peronismo, ante la eventualidad de acceder al gobierno en 1973, convocó a las asociaciones rurales a elaborar una política rural de consenso. Las reuniones fueron coordinadas por Horacio Giberti, quien en 1973 resultaría nombrado Secretario de Agricultura y Ganadería de la Nación del gobierno peronista. Se diseñó por consenso una política agropecuaria que tuvo como objetivos concretar la reforma agraria, aumentar la productividad, establecer el impuesto a la renta potencial de la tierra, restablecer el Consejo Agrario Nacional disuelto por la dictadura, diseñar un programa de conservación de los suelos y otorgarle al Estado un rol decisivo en la investigación orientada a la producción rural. El acuerdo llevó el nombre de Acta de Compromiso y la CRA fue la única de las organizaciones rurales que se negó a participar.
En 1974 la CRA, junto con la Sociedad Rural Argentina (SRA), se opuso a la sanción del anteproyecto de Ley Agraria impulsada por el gobierno peronista, en tanto que el anteproyecto -finalmente no sancionado- contó con el apoyo de la Federación Agraria Argentina (FAA) y las Ligas Agrarias.
En la última dictadura argentina (1976-1983), la CRA y la SRA formaron parte del gobierno. Uno de sus dirigentes incluso, Juan Carlos De Marchi, se encuentra condenado por crímenes de lesa humanidad cometidos durante la dictadura.
A partir de la segunda mitad de la década de 1980, la producción rural argentina comienza a sufrir un cambio estructural de la mano de procesos como la globalización, el ascenso de China y su demanda de materias primas y la llamada sojización. Los cambios estructurales en la producción y el capital rural, impactaron fuertemente sobre la conformación de los subsectores patronales del campo y sus relaciones recíprocas, a la vez que llevaron a la aparición de nuevos sujetos -como los pools de siembra- y nuevas organizaciones rurales -como AAPRESID, AACREA, MAIZAR, ARGENTRIGO o ACSOJA- y campesinas -como el Movimiento Campesino de Santiago del Estero (MOCASE), Movimiento Agrario Misionero (MAM) o el Movimiento Campesino de Córdoba.
En 2008 la CRA formó la Mesa de Enlace Agropecuaria, junto a la Sociedad Rural Argentina, la Federación Agraria Argentina y CONINAGRO, y a través de esa instancia fue una de las protagonistas del paro agropecuario patronal de 129 días, que se realizó ese mismo año contra el gobierno de la presidenta Cristina Fernández de Kirchner, con el fin de derogar el sistema de retenciones móviles a la soja y el girasol establecidas por la Resolución 125, objetivo que finalmente fue logrado.

## Institucional
Como organización confederal de tercer grado, la CRA reúne las siguientes trece federaciones y confederaciones rurales provinciales: 
1. Confederación de Asociaciones Rurales de Buenos Aires y La Pampa (CARBAP)
2. Confederación de Asociaciones Rurales de la Provincia de Santa Fe (CARSFE)Página Oficial de CARSFE: http://carsfe.com.ar/
3. CARTEZ|Confederación de Asociaciones Rurales de la Tercera Zona (CARTEZ)
4. Confederación de Asociaciones Rurales de Tucumán (CARTUC)
5. Confederación de Asociaciones Rurales de Mendoza (CAR de Mendoza)
6. Confederación de Asociaciones Rurales de Chaco y Formosa (CHAFOR)
7. Confederación de Sociedades Rurales de Chubut
8. Federación de Asociaciones Agropecuarias Santiagueñas (FAAS)
9. Federación Ruralista de Jujuy (FERUJUY)
10. Federación de Instituciones Agropecuarias de Santa Cruz (FIAS)
11. Federación de Asociaciones Rurales de Entre Ríos (FARER)
12. Asociación de Sociedades Rurales de Corrientes (A.S.R. Corrientes)
13. Federación de Asociaciones Rurales de Río Negro (A.S.R. RIO NEGRO)
14. Federación de Entidades Rurales de Salta (FEDERSAL)

## Mesa Ejecutiva 2013 - 2015
Su presidente es Rubén Ferrero 
Vicepresidente 1º: Pedro Apaolaza 
Vicepresidente 2º: Dr.Juan Carlos Goya
Vicepresidente 3º: Martín Rapetti
Secretario: Carlos Castagnani

## Mesa Ejecutiva 2023 - 2025
- Presidente: Carlos Castagnani
- Vicepresidente 1º: José Colombatto
- Vicepresidente 2º: Javier Rotondo
- Vicepresidente 3°: Pablo Juan Sánchez
- Secretario: Matías de Velazco